# Distrito Federal de Venezuela
El Distrito Federal fue una entidad federal de Venezuela que funcionó hasta 1999, y que dejó de existir con la aprobación de la nueva constitución ese mismo año, abarcaba la totalidad del actual Distrito Capital, con solo el Municipio Libertador de Caracas, su gobierno estuvo hasta ese año vinculado al Ejecutivo Nacional directamente bajo la figura de un gobernador designado.
Hasta 1998 lo que actualmente es el Estado Vargas estuvo unido a esta entidad federal primeramente como Departamento Vargas y desde 1987 como Municipio Vargas. En efecto, la zona se conocía simplemente bajo el nombre de Litoral Central.

## Historia
La figura del Distrito Federal en Venezuela fue creada, según algunas fuentes, bajo la Constitución de 1881, durante el gobierno del General Antonio Guzmán Blanco, no obstante que, según decreto del 9 de marzo de 1864, del Mariscal Juan Crisóstomo Falcón, se establece la organización del Distrito Federal en los términos siguientes: "Artículo 2.- Constituyen el Distrito Federal, cuya capital es Caracas, los antiguos cantones de Caracas, La Guaira y Maiquetía, que formarán Departamentos bajo las denominaciones de "El Libertador", "Vargas" y "Aguado", siendo sus cabeceras respectivamente Caracas, La Guaira y Maiquetía. Sus límites, los que señala la ley de 28 de abril de 1856, sobre división territorial."
El Distrito Federal tenía su propio Gobernador sin ser un Estado Federal, con la particularidad de que este era designado directamente por los diferentes presidentes de la República, al considerarse que la condición de Capital de República le otorgaba a este espacio territorial especial importancia y en su gobierno debería influir directamente el ejecutivo Nacional. El Distrito Federal incluyó al estado Vargas, quien fue uno de sus departamentos hasta que se convirtió en Territorio Federal para posteriormente ser elevado a la categoría de Estado Federal, por consiguiente el Departamento Libertador (Hoy Municipio Libertador de Caracas) se mantuvo como el único integrante del Distrito Federal, hasta la aprobación por referendo de la Constitución de 1999, que eliminó la antigua estructura por la que se gobernaba la ciudad de Caracas, reemplazando al Gobernador designado por un Alcalde Mayor electo por la población de Caracas.
En la reforma Constitucional propuesta por el presidente Hugo Chávez en 2007 y modificada por la Asamblea Nacional, se contemplaba la reaparición del rango del Distrito Federal en sustitución del Distrito Capital incluyendo la Alcaldía Metropolitana de Caracas, y las zonas aledañas a la capital, por lo que se planteaba una división política administrativa totalmente renovada para unificar el gobierno existente en la Capital de la República.
Al ser negada la propuesta de Reforma Constitucional del 2 de diciembre de 2007, se mantuvo el régimen vigente que establece el artículo 16 de la Constitución de 1999 que menciona al Distrito Capital como parte integrante de la República, cuya capital Caracas sigue siendo la "capital de la República y el asiento de los órganos del poder Nacional" artículo 18 Constitucional.
Igualmente se mantuvo la figura del Distrito Metropolitano, con su Alcalde Mayor, para la coordinación de las cinco Alcaldías que consta el área metropolitana de Caracas a saber Libertador, Chacao, Baruta, El Hatillo y Sucre, la de Libertador correspondiente al Distrito Capital y las restantes correspondientes al Estado Miranda. 
El Distrito Capital no tiene Gobernador sino que tiene un jefe de Gobierno designado por el presidente de la República y está formado en su totalidad por un solo municipio: el Municipio Libertador de Caracas.
La primera Ley Orgánica para el Distrito Federal se promulgó el 29 de mayo de 1894. En la Constitución de 1901 se estableció que los estados debían ceder a la Nación la ciudad de Caracas y las parroquias foráneas de El Valle, El Recreo, Antímano, Macarao, La Guaira, Maiquetía y Macuto para organizar el Distrito Federal. En 1909, se dispuso que el Distrito Federal estuviera conformado por el Departamento Libertador y el Departamento Vargas. En 1986 se promulga la Ley Orgánica del Distrito Capital en la cual se dispone que el Distrito Federal comprende dos municipios: Libertador y Vargas. En 1998, se crea el Estado Vargas con el territorio que le correspondía al municipio Vargas, quedando el territorio del Distrito Federal reducido al municipio Libertador. Hasta el año 2000 los presidentes de la República designaron gobernadores del Distrito Federal.
En las matrículas automovilísticas, se mantuvo la designación de Distrito Federal se mantuvo entre 1995 y 2008, año en el cual se cambían las matrículas se cambian de 6 a 7 caracteres y se reemplaza la denominación anterior por la de Distrito Capital

## Gobernadores
El cargo de gobernador del Distrito Federal fue ejercido por numerosos políticos, siempre designados por los diferentes presidentes de la República, la siguiente es una lista no exhaustiva de personas que ejercieron ese cargo:
| Período     | Gobernador                   | Partido Político               | Notas                                                                                             |
| ----------- | ---------------------------- | ------------------------------ | ------------------------------------------------------------------------------------------------- |
| 1907 - 1908 | Luis Mata Illas              | -                              | Designado por el presidente Cipriano Castro                                                       |
| 1908 - 1909 | Aquiles Iturbe               | -                              | Designado por el presidente Juan Vicente Gómez                                                    |
| 1935 - 1936 | Félix Galavís                |                                | Designado por el presidente Eleazar López Contreras                                               |
| 1936 - 1941 | Elbano Mibelli Lobo          |                                | Designado por el presidente Eleazar López Contreras                                               |
| 1941 - 1942 | Luis Gerónimo Pietri         |                                | Designado por el presidente Isaías Medina Angarita                                                |
| 1942 - 1943 | Francisco Leonardi Gonzalo   |                                | Designado por el presidente Isaías Medina Angarita                                                |
| 1943 - 1944 | Juan de Dios Celis Paredes   |                                | Designado por el presidente Isaías Medina Angarita                                                |
| 1944 - 1945 | Diego Nucete Sardi           |                                | Designado por el presidente Isaías Medina Angarita                                                |
| 1945 - 1948 | Gonzalo Barrios              | Acción Democrática             | Designado por el presidente Rómulo Betancourt                                                     |
| 1948        | Alberto López Gallegos       | Acción Democrática             | Designado por el presidente Rómulo Gallegos                                                       |
| 1950 - 1958 | Guillermo Pacanins Acevedo   | Frente Electoral Independiente | Designado por el presidente Germán Suárez Flamerich                                               |
| 1958        | Julio Díez                   | -                              | Designado por el presidente Édgar Sanabria                                                        |
| 1960 - 1963 | Alejandro Oropeza Castillo   | Acción Democrática             | Designado por el presidente Rómulo Betancourt                                                     |
| 1974 - 1977 | Diego Arria                  | Acción Democrática             | Designado por el presidente Carlos Andrés Pérez                                                   |
| 1977 - 1979 | Luis Augusto Vegas Benedetti | Acción Democrática             | Designado por el presidente Carlos Andrés Pérez                                                   |
| 1981 - 1984 | Luciano Valero               | Copei                          | Designado por el presidente Luis Herrera Campins                                                  |
| 1984 - 1989 | Adolfo Ramírez Torres        | Acción Democrática             | Designado por el presidente Jaime Lusinchi                                                        |
| 1989 - 1992 | Virgilio Ávila Vivas         | Acción Democrática             | Designado por el presidente Carlos Andrés Pérez                                                   |
| 1992 - 1993 | Antonio Ledezma              | Acción Democrática             | Designado por el presidente Carlos Andrés Pérez                                                   |
| 1993 - 1994 | César Rodríguez              | Acción Democrática             | Designado por el presidente Ramón José Velásquez                                                  |
| 1994 - 1996 | Asdrúbal Aguiar              | Convergencia                   | Designado por el presidente Rafael Caldera                                                        |
| 1996 - 1998 | Abdón Vivas Terán            | Convergencia                   | Designado por el presidente Rafael Caldera                                                        |
| 1998 - 1999 | Moisés Orozco                | Convergencia                   | Designado por el presidente Rafael Caldera                                                        |
| 1999 - 2000 | Hernán Grüber Odremán        | Movimiento Quinta República    | Designado por el presidente Hugo Chávez. fue el último debido a la desaparición de dicha entidad. |